# Réka Molnár
Réka Molnár (* 14. April 1986 in Szikszó) ist eine ungarische Fußballschiedsrichterin.
Seit 2021 steht sie auf der Liste der FIFA-Schiedsrichter und leitet internationale Fußballpartien. Sie gehört zur Gruppe der UEFA-First-Category-Schiedsrichterinnen.
Bei der U-17-Europameisterschaft 2022 in Bosnien und Herzegowina leitete Molnár zwei Gruppenspiele und das Spiel um Platz drei.
Zudem leitete bzw. leitet Molnár Spiele in der Women’s Nations League, in der Qualifikation zur Women’s Champions League, in der europäischen WM-Qualifikation für die Weltmeisterschaft 2023 in Australien und Neuseeland (zwei Spiele) sowie Freundschaftsspiele.